# Borðoy

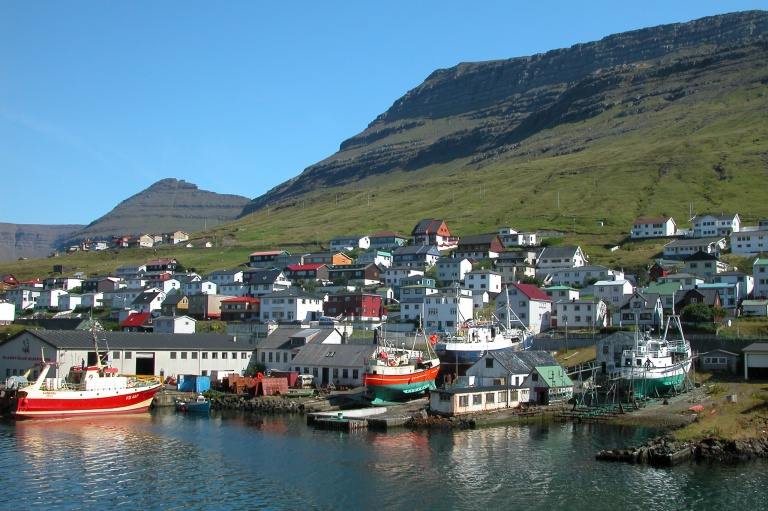
Estaleiro em Klaksvík, em Borðoy

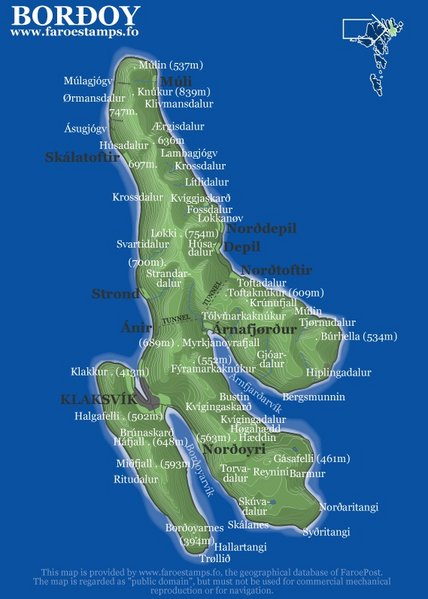
Borðoy (destacada das ilhas vizinhas).

Borðoy (em Dinamarquês Bordø) é a maior ilha da "ilhas do Norte" (Norðoyar) do arquipélago das Ilhas Faroés. A sua costa é extremamente recortada, possuindo em consequência numerosos promontórios elevados, denominados por barð, em língua feroesa. O nome da ilha deriva desta designação.
Possui uma área de 95 km²., sendo a sexta maior do arquipélago. Incorpora a comuna de Klaksvík e uma parte da comuna de Hvannasund.
É habitada por 4977 pessoas, segundo o censo de Dezembro de 2002, ocupando a quarta posição em termos de número de habitantes. A densidade populacional é de 52 habitantes por km², sendo a segunda ilha mais povoada.
É composta por 5 montanhas: Lokki (755 m), Háfjall (647 m), Borðoyarnes (392 m), Depilsknúkur (680 m) e Hálgafelli (503 m).
Borðoy é a maior das seis ilhas do norte. Possui 8 povoações: Klaksvík (a segunda maior cidade do aquipélago), Norðoyri, Ánir, Árnafjørður, Strond, Norðtoftir, Depil e Norðdepil. Existem também três povoações abandonadas: Skálatoftir, Múli e Fossá, todas no norte. Múli era uma das povoações mais remotas do arquipélago. Não havia estrada até 1989, tendo os bens e mercadorias que ser transportados por helicóptero ou barco até essa altura. Os últimos habitantes saíram em 1994.
Dois túneis de 1965 e 1967 ligam Klaksvík a Árnafjørður e Hvannasund. Foi aberto o túnel das ilhas do norte em 29 de Abril de 2006, com 6,2 km de extensão, ligando Borðoy a Eysturoy. Este túnel liga também as ilhas do norte às restantes ilhas do arquipélago, incluindo a ligação entre Klasvík e a capital, Tórshavn, perto da qual se encontra o aeroporto internacional de Vágar.
Pensa-se que foi a primeira ilha do arquipélago a ser habitada pelo homem.

## Ligações externas

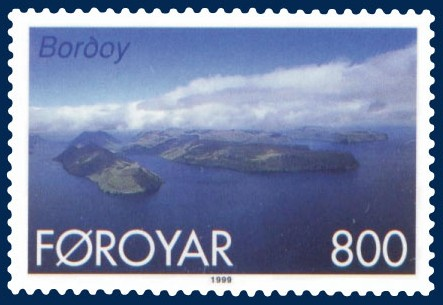
Borðoy num selo das Ilhas Faroés de 1999. Vista do sul da ilha, com o fiorde de Borðoyarvík no fundo.